# Spîciînți, Pohrebîșce
Spîciînți (în ucraineană Спичинці) este localitatea de reședință a comunei Spîciînți din raionul Pohrebîșce, regiunea Vinnița, Ucraina.

## Demografie
Componența lingvistică a localității Spîciînți
     Ucraineană (98,74%)
     Rusă (1,26%)
Conform recensământului din 2001, majoritatea populației localității Spîciînți era vorbitoare de ucraineană (98,74%), existând în minoritate și vorbitori de rusă (1,26%).